# Киевское (Краснодарский край)
Ки́евское — село в Крымском районе Краснодарского края.
Административный центр Киевского сельского поселения.
Население — 5765 чел. (2021).

## География
Село расположено на небольшой реке Кудако, в предгорной зоне, в 12 км северо-западнее города Крымск.
Железнодорожная платформа Киевский.

## История
Основано в 1903 году.
В селе Киевском расположена первая в России нефтяная скважина, пробурённая отставным инженером-полковником А. Н. Новосильцевым в 1864 году.

## Известные уроженцы
- Алексенко, Владимир Аврамович — генерал-лейтенант авиации, дважды Герой Советского Союза.

## Население
| 1999 | 2002  | 2010  | 2021  |
| ---- | ----- | ----- | ----- |
| 4468 | ↗4667 | ↗5543 | ↗5765 |